# Баронеты Бейли
Баронеты Бейли (англ. Bailey baronets) — два титула баронетов, созданных для фамилии Бейли.

## История
Первый титул баронетов Бейли из Гланаск-парка в графстве Брекон был создан 28 июня 1852 года. С 30 января 1899 года существует под именем барона Гланаска из Гланаск-парка в графстве Брекон. Существует и поныне.
Второй титул баронетов Бейли из Крэдока в провинции мыса Доброй Надежды в Южно-Африканском Союзе был создан 27 марта 1919 года. Существует и поныне.

## Представители

### Баронеты Бейли из Крэдока
- Сэр Абрахам Бейли, 1-й баронет (1864–1940).
- Сэр Джон Милнер Бейли, 2-й баронет (1900—1946), сын 1-го баронета от первого брака.
- Сэр Деррик Томас Луис Бейли, 3-й баронет[англ.] (1918–2009), сын 1-го баронета от второго брака.
- Сэр Джон Ричард Бейли, 4-й баронет (род. 1947), сын предыдущего.